# Lars Lindahl (jurist)
Lars Erik Gustav Lindahl, född 28 mars 1936 i Johannebergs församling i Göteborg, är en svensk jurist, filosof och professor emeritus i allmän rättslära vid juridiska fakulteten vid Lunds universitet.
Lars Lindahl är son till nationalekonomen Erik Lindahl och Gertrud, ogift Odelberg-Johnson. Hans farbröder är advokaten Helge Lindahl och läkaren Gunnar Lindahl och Nobelpristagaren Tomas Lindahl är hans kusin. Morfar var läkaren Erik Gustaf Johnson.
I unga år tog han en fil. kand. men läste också juridik. Efter jur.kand.-examen och tingstjänstgöring blev han fil. lic. i praktisk filosofi vid Uppsala universitet. Han disputerade 1977 i teoretisk filosofi på en avhandling om juridik och logik. Genom avhandlingen blev han  docent i teoretisk filosofi vid Uppsala universitet.
I doktorsavhandlingen ("Position and Change: A Study in Law and Logic") vidareutvecklade han logikern Stig Kangers system av rättighetstyper till det som kommit att kallas ”The Kanger Lindahl theory of normative positions”. I andra skrifter har han bl.a. behandlat juridisk begreppsbildning, teorin för juridiska begrepp som mellanbegrepp i rättsregler, teorin för juridiska normkonflikter, och teorin för juridiska avvägningar.
Lars Lindahl gifte sig första gången 1958 med Ingrid Sundström (född 1935), dotter till ingenjören Arvid Sundström och Dagmar, ogift Mörck. Äktenskapet upplöstes 1971. Andra gången gifte han sig 1976 med Astrid Lena Birgitta Källman (1938–1999), dotter till jur. kand. Carl Mikael Källman och Astrid, ogift Hjelm. Tredje gången gifte han sig 2006 med advokaten Birgitta Alexanderson (1936–2017).

## Publikationer
I listan nedan återfinns ett urval av Lindahls publikationer.
- 2015: Conflict of legal norms: definition and varieties
- 2013: Assignment of solutions to cases: Comments on Bentham and the formal theory of legislative action
- 2013: The theory of joining-systems
- 2011: Stratification of normative systems with intermediaries
- 2009: On Robert Alexy's Weight Formula for Weighing and Balancing
- 2008: Intermediaries and intervenients in normative systems
- 2008: Strata of intervenient concepts in normative systems
- 2006: Intermediate concepts in normative systems
- 2006: Open and closed intermediaries in normative systems
- 2005: Hohfeld relations and spielraum for action
- 2004: Deduction and justification in the law : the role of legal terms and concepts
- 2004: Normative positions within an algebraic approach to normative systems
- 2003: Normative systems and their revision: an algebraic approach
- 2003: Operative and justificatory grounds in legal argumentation
- 2003: Operative and justificatory grounds in legal argumentation
- 2002: The role of connections as minimal norms in normative systems

## Utmärkelser, ledamotskap och priser
- Ledamot av Vetenskapssocieteten i Lund (LVSL, 1989)[9]